# Peter Karlowitsch von Uslar

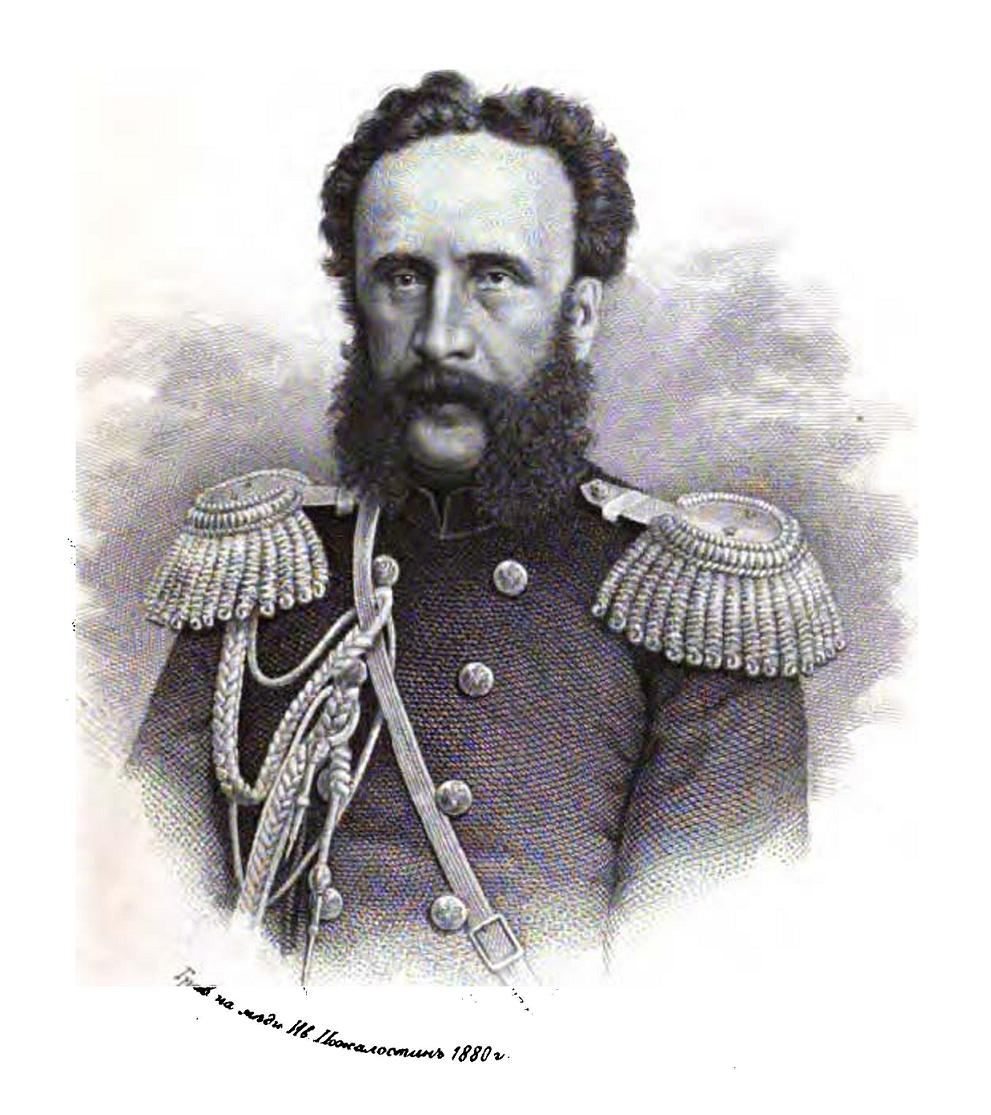
Peter Karlowitsch von Uslar

Peter Karlowitsch von Uslar (russisch Пётр Карлович Услар, wiss. Transliteration Petr Karlovič Uslar; * 20. Augustjul. / 1. September 1816greg. in Kurowo, Gouvernement Twer; † 8.jul. / 20. Juni 1875greg. ebenda) war ein russischer Ingenieur, Sprachforscher und Offizier deutscher Abstammung. Bedeutung erlangte er insbesondere durch seine Forschungen über die Sprachen des Kaukasus, die einen Meilenstein bei der Erforschung dieser Sprachlandschaft darstellten.
Peter Karlowitsch von Uslar absolvierte die Militärische ingenieurtechnische Universität der russischen Armee und diente 1837 bis 1840 als Ingenieuroffizier im Kaukasus. Anschließend absolvierte er den Kursus der Akademie des Generalstabs und machte längere Reisen ins Ausland. Nach seiner Rückkehr wurde er mit verschiedenen militärisch-statistischen Arbeiten beauftragt. Anschließend wurde ihm die ethnographische Beschreibung des Kaukasus übertragen, für die er elf Jahre lang die kaukasischen Sprachen intensiv studierte.
Seine Publikationen über die Sprachen des Kaukasus sind in russischer Sprache abgefasst und meist nur in einer kleinen Zahl von Exemplaren handschriftlich vervielfältigt. Allerdings veröffentlichte Anton Schiefner von 1863 bis 1873 deutsche Bearbeitungen davon in den Memoiren der Petersburger Akademie der Wissenschaften.
1868 wurde er als korrespondierendes Mitglied in die Russische Akademie der Wissenschaften aufgenommen.
Peter Karlowitsch von Uslar starb als kaiserlicher Generalmajor am 20. Juni 1875 auf seinem Gut Kurowo bei Twer.